# Karl Alfred Grauert
Karl Alfred Grauert (* 21. März 1830 in Leipzig als Carl Alfred Grauert; † 3. August 1874 in Crimmitschau) war ein deutscher Lehrer und Dichter.

## Leben und Wirken
Nach dem Schulbesuch und einer Lehrerausbildung wurde Grauert 1850 Hilfslehrer in Mutzschen. 1853 wechselte er als Hilfslehrer in die Stadt Lommatzsch. Ab 1855 wurde Grauert in Crimmitschau ansässig, wo er als Lehrer an der Bürgerschule und 1857 siebenter Knaben- und Mädchenlehrer tätig war. Sein Gedichtband Frühlingsblüthen erschien in zweifacher Auflage und führte bei den damaligen Zeitgenossen Grauerts zur Aufnahme seiner Person in verschiedene Dichter- und Schriftsteller-Lexika in den 1870er Jahren.

## Publikationen (Auswahl)
- Frühlingsblüthen. Gedichte. Burkhard, Crimmitschau, 1868.
- Frühlingsblüthen. Gedichte. 2. Aufl., Leipzig, 1874.